# 千鳥のスポーツ立志伝
千鳥のスポーツ立志伝（ちどりのすぽーつりっしでん）は、NHK BS1にて放送されていたスポーツトークバラエティ番組である。

## 概要
本番組はお笑いコンビ・千鳥を司会者に、強烈な個性を持つアスリートたちをゲストに迎えて、競技生活での成功と人生の躍進の秘密を探り、深掘りしていくことを主眼とする。
またゲストのキャラクター、技、立志の『3つのクセ』について秘蔵VTRや関係者の証言などでゲストの人となりなどをクローズアップ、またアスリートの“得意技”について、出演ゲスト本人が詳細な解説を行ったり、各回1名のコメンテーターがリモート出演し、クセの分析などを踏まえてゲストの成功の秘密を解き明かして往く。

## 出演
司会
- 千鳥（お笑いコンビ）

コメンテーター
- 出口保行（犯罪心理学者）
- 小高千枝（公認心理師）
- 山名裕子（公認心理師）

アナウンサー
- 中川安奈（NHKアナウンサー）

ナレーション
- 小芝風花[2]（女優）

## 放送リスト
| 回 | エピソード                                                      | 初回放送日     | サプライズゲスト |
| -- | --------------------------------------------------------------- | -------------- | ---------------- |
| 1  | “期待に応えすぎちゃう”野球人生 ～プロ野球・藤川球児投手～       | 2020年12月23日 |                  |
| 2  | “美しすぎる”跳躍 〜パラ陸上・中西麻耶選手〜                     | 2021年1月6日   | 風間俊介（俳優） |
| 3  | 泣き虫の熱血ラガーマン 〜ラグビー・田中史朗選手〜               | 2021年1月13日  |                  |
| 4  | “その気”になりすぎて金メダル ～バドミントン・高橋礼華選手～     | 2021年1月20日  |                  |
| 5  | 弱気の虫が“強気”ジョッキーに 〜競馬・福永祐一騎手〜             | 2021年2月4日   |                  |
| 6  | “ネチネチでバチバチ”な雑草魂 〜元大リーグ・上原浩治投手〜       | 2021年2月24日  |                  |
| 7  | とびきり笑顔のマッチョガール 〜パラカヌー・瀬立モニカ選手〜     | 2021年3月10日  |                  |
| 8  | 凝り性でウルサすぎる得点王 〜Jリーグ・佐藤寿人選手〜            | 2021年3月17日  |                  |
| 9  | 今に見てろと笑って頂点へ ～スポーツクライミング・野中生萌選手～ | 2021年4月7日   |                  |
| 10 | 霊長類最強女子の“仮想現実力” 〜レスリング・吉田沙保里選手〜     | 2021年4月21日  |                  |
| 11 | 理論と実験で挑む“エエカッコしい” 〜パラ陸上・山本篤選手〜       | 2021年5月12日  |                  |
| 12 | 先が読めて空気を読まない鉄人〜Jリーグ・遠藤保仁選手〜           | 2021年5月26日  |                  |
| 13 | “緊張ご法度”の精密キカイダー 〜アーチェリー・古川高晴選手〜     | 2021年6月9日   |                  |
| 14 | 最小の職人は最大の笑顔で盗む? 〜トライアスロン・上田藍選手〜    | 2021年6月16日  |                  |
| 15 | 東京五輪・卓球 金メダリスト 水谷隼選手                          | 2021年10月27日 |                  |
| 16 | 東京パラ ブラインドマラソン金メダリスト 道下美里選手            | 2021年11月3日  | 増田明美         |
| 17 | 東京五輪・柔道 金メダリスト ウルフ・アロン選手                  | 2021年11月17日 |                  |
| 18 | 東京五輪・ボクシング 金メダリスト 入江聖奈選手                  | 2021年12月1日  | 具志堅用高       |
| 19 | 東京パラ 競泳金メダリスト 木村敬一選手                          | 2021年12月8日  |                  |
| 20 | 日本一でMVP!ヤクルト・村上宗隆選手                              | 2022年1月12日  | 宮本慎也         |
| 21 | J1最多得点!サッカー・大久保嘉人選手                             | 2022年1月19日  |                  |
| 22 | 日本一＆2500安打 ヤクルト・青木宣親選手                         | 2022年2月23日  |                  |
| 23 | 銀メダル＆賞金女王 ゴルフ・稲見萌寧選手                         | 2022年3月2日   |                  |
| 24 | 東京五輪・銀メダル 女子バスケ 髙田真希選手                      | 2022年3月16日  |                  |

### 放送時間
いずれもNHK BS1
本放送（月2回程度）
- 水曜日 21時00分 - 21時49分

再放送（月2回程度）
- 土曜日 17時00分 - 17時49分